# Geschützter Landschaftsbestandteil Teichanlage Hombecke
Der Geschützte Landschaftsbestandteil Teichanlage Hombecke mit einer Flächengröße von 0,98 ha liegt auf dem Gebiet der kreisfreien Stadt Hagen in Nordrhein-Westfalen. Der LB wurde 1994 mit dem Landschaftsplan der Stadt Hagen vom Stadtrat von Hagen ausgewiesen.

## Beschreibung
Beschreibung im Landschaftsplan: „Der Landschaftsbestandteil liegt südwestlich des Museumsdorfes an der Stadtgrenze. Er umfaßt zwei ehemalige Fischteiche und einen waldfreien Abschnitt der Bachaue des Hombecker Baches.“

## Schutzzweck
Laut Landschaftsplan erfolgte die Ausweisung „zur Sicherung der Leistungsfähigkeit des Naturhaushalts durch Erhalt der Biotopvielfalt in Waldgebieten und eines Lebensraumes, insbesondere für die charakteristischen Tier- und Pflanzenarten der Fließgewässer und Kleingewässer und zur Belebung und Pflege des Landschaftsbildes durch Erhalt der Vielfalt an Landschaftselementen.“